# Leszek Kułakowski
Leszek Kułakowski (ur. 4 grudnia 1955 w Słupsku) – kompozytor, pianista jazzowy, teoretyk muzyki, pedagog, zwany przez krytykę „wizjonerem jazzu”.

## Życiorys
Kompozytor ponad 150 utworów jazzowych na zróżnicowane obsady instrumentalne i instrumentalno-wokalne, od zespołów jazzowych po big-bandy i orkiestry symfoniczne. Kułakowski tworzy także muzykę współczesną, jest zwany guru „trzeciego nurtu” – łączącego muzykę współczesną z jazzem.
Leszek Kułakowski jest prof. zw.dr hab. Akademii Muzycznej w Gdańsku, prowadząc klasę kompozycji, a także kierownikiem i założycielem kierunku „Jazz i muzyka estradowa” Akademii Muzycznej im. Stanisława Moniuszki w Gdańsku.
Fascynacja muzyką i osobowością Krzysztofa Komedy inspiruje Kułakowskiego do organizacji Komeda Jazz Festival w Słupsku i Gdańsku, by kultywować i rozwijać twórczo dzieło Krzysztofa Komedy, zwanego „Chopinem Jazzu”. Organizuje jedyny konkurs kompozytorski dla twórców zafascynowanych fenomenem jazzu-Konkurs Kompozytorski im. Krzysztofa Komedy
Najnowszym dziełem Kułakowskiego jest „Missa Miseri Cordis” (Msza Serca Ubogiego), skomponowana na solistów, chór mieszany i orkiestrę. Jej prawykonanie odbyło się 2 kwietnia 2008 r. w słupskim Kościele Mariackim, w III. rocznicę śmierci Jana Pawła II.
Do najważniejszych utworów Kułakowskiego należą: „Missa Miseri Cordis”; „Piano concerto” na fortepian z orkiestrą; „Sketches for jazz trio & symphony orchestra”, „Dyskretny urok konsonansów” na orkiestrę smyczkową; „Ewencja”, „Free Steps”, „Walczyk Dekadencki” – na trio jazzowe i orkiestrę; „Eurofonia” na głos solowy, kwintet jazzowy i orkiestrę (kompilacja muzyki współczesnej, polskiego stylizowanego folkloru i jazzu – motto kompozytora „Do Europy tak, ale z polską kulturą”, w ankiecie czytelników Jazz Top 2000 miesięcznika Jazz Forum „Eurofonia” została wybrana „Albumem Roku”); „Aleatomodalblues”, „Cap Ca Rap”, „Repetition 2005” na big band jazzowy.

### Nagrody i wyróżnienia
- 1980 I miejsce na Festiwalu Jazz nad Odrą we Wrocławiu z zespołem „Antiquintet” I miejsce wraz z I nagrodą za kompozycję „Reinkarnacja”[2]
- 1984 – II miejsce w Konkursie Skrzypków Jazzowych im. Zbigniewa Seiferta w Szczecinie[2]
- 1986 – III nagroda za kompozycję „Ewencja” na Festiwalu Jazz Jantar w Gdańsku
- 2001 – Pomorska Nagroda Artystyczna 2000 w dziedzinie „Muzyka” przyznana przez Wojewodę Pomorskiego i Kapitułę PNA – za wybitne łączenie folkloru, jazzu i muzyki współczesnej w „Eurofonii”[2].
- 2002 – nagroda I. st. w dziedzinie Kultury Prezydenta Miasta Słupska[2].
- 2003 – Złoty Krzyż Zasługi – od prezydenta Rzeczypospolitej Polskiej Aleksandra Kwaśniewskiego[2].
- 2004 – WYRÓŻNIENIE dla Leszka Kułakowskiego za najciekawszą aranżację i kompozycję „ALEATOMODALBLUES” na VIII BIG-BAND FESTIWAL w Nowym Tomyślu, III miejsce Big-Bandu PAP w Słupsku pod dyr. Kompozytora 2005- nagroda specjalna Ministra Kultury i Dziedzictwa Narodowego za „wybitny wkład w rozwój polskiej kultury”
- 2005 – nagroda „1 prijs cum laude” (1 miejsce z wyróżnieniem) i złoty medal w kategorii „F- mixed ensembles” 53. Europejskiego Festiwalu Muzycznego dla Młodzieży w Neerpelt (Belgia) [53th European Music Festival for Youngsters in Neerpelt] z Big-bandem PAP w Słupsku
- 2010 – Srebrny Medal „Zasłużony Kulturze Gloria Artis”[3]
- 2014 – Stypendium Kulturalne Miasta Gdańska
- 2016 – Stypendium Kulturalne Miasta Gdańska

### Wybrane wydarzenia
- 1980 – występ na festiwalu „Jazz Jamboree”
- 1981-1983 – współpraca z eksperymentalnym Teatrem Instrumentalnym Ryszarda „Gwalberta” Miśka przy Teatrze Muzycznym w Gdyni jako „muzitor” – muzyk-aktor i kompozytor muzyki do „Procesu” Franza Kafki oraz innych przedstawień
- 1983-85 – lata aktywności w „Hamburger Mozart Orchester” w Hamburgu (liczne europejskie tournée)
- 1983-85 – studia kompozytorskie w „Hochschule für Musik und Darstelende Kunst” w Hamburgu u prof. Dietera Glavischnika, specjalizacja z zakresu muzyki współczesnej i jazzu.
- 1987-1993 – współpraca z zespołem „Sami Swoi”, koncerty na europejskich festiwalach jazzowych m.in. „Pori Jazz Festival”[2]
- 1996 – I edycja „Komeda Jazz Festival” oraz Konkursu Kompozytorskiego im. Krzysztofa Komedy w Słupsku, Kułakowski jest pomysłodawcą i inspiratorem projektu[2].
- 2000 – trasa koncertowa Leszek Kułakowski & Eddie Henderson „Baltic Wind”- feat. Ed Schuller [Wrocław, Poznań, Warszawa, Kraków, Tarnów, Gdańsk, Słupsk.]
- 2001 – w ankiecie czytelników „Jazz Top 2000” miesięcznika „Jazz Forum” najnowsza płyta „Eurofonia” została wybrana „Albumem Roku”
- Muzyka do przedstawienia „PULPWITKAC” na motywach Witkacego w Teatrze Rondo w Słupsku
- Muzyka do przedstawienia Ukąszenie na motywach „Matki” Witkacego w słupskim Teatrze Rondo.
- Aranżacja muzyki filmowej Krzysztofa Komedy na Wielka Orkiestrę Symfoniczną. Wykonawcy: Tomasz Stańko i Filharmonia im. „Artura Rubinstiena” w Łodzi.
- 2002 – „Miłosne piosneczki codzienne” – cykl 10 piosenek, tekst: Zbigniew Książek, muzyka: Leszek Kułakowski – na fortepian i głos żeński.
- 2003 – muzyka teatralna do przedstawienia „CYRK OKLAHOMA” → na podstawie „Ameryki” Franza Kafki, reż. – Stanisław Otto Miedziewski, Teatr Rondo w Słupsku
- 2005 – nagroda specjalna Ministra Kultury i Dziedzictwa Narodowego za „wybitny wkład w rozwój polskiej kultury”
- 2006 – prawykonanie „Kyrie” z mszy „Missa Miseri Cordis” na solistów, chór i orkiestrę symfoniczną w koncercie zorganizowanym z okazji I. rocznicy śmierci Jana Pawła II w Kościele Mariackim w Słupsku. Wykonawcy: Piotr Lempa – bas, chór Iuventus Cantans, Państwowa Filharmonia „Sinfonia Baltica” pod dyr. Bohdana Jarmołowicza.
- Prawykonanie „Piano Concerto” na fortepian i orkiestrę podczas 40 Festiwalu Pianistyki polskiej w Słupsku.
- Transkrypcje miniatur Fryderyka Chopina na trio jazzowe (fortepian, kontrabas, perkusja), trasa Leszek Kułakowski Trio (Wrocław, Zielona Góra, Wałbrzych)
- 2007 – trasa koncertowa z Eddiem Hendersonem w Polsce (Łomianki, Gliwice, Słupsk, Gdańsk, Gdynia, Szczecin) i Niemczech (Monachium, Drezno, Heidelberg)
- 2008 Prawykonanie mszy „Missa Miseri Cordis”, dedykowanej Janowi Pawłowi II, podczas 3. rocznicy śmierci papieża Polaka

### Dyskografia
- 1994 – „BLACK & BLUE” Leszek Kułakowski Sekstet, z udziałem wybitnych polskich jazzmanów, projekt inspirowany stylistyką bopu z zaskakującym wykorzystaniem serii dodekafonicznych i polimodalności[2]
- 1995 – „CHOPIN & OTHER SONGS” z udziałem tria jazzowego i Słupskiej Orkiestry Kameralnej (ujazzowione utwory Fryderyka Chopina i uwspółcześnione nowoczesną fakturą orkiestry symfonicznej)[2]
- 1996 – „INTERWAŁY” z udziałem Zbigniewa Namysłowskiego – sax., uznana za płytę o niespotykanej konstrukcji w historii światowego jazzu[2].
- 1997 – „LESZEK KUŁAKOWSKI I KASZUBI” z udziałem kwartetu jazzowego, zespołu wokalnego Swinging Singers i zespołu ludowego „Modraki” z Parchowa, projekt nominowany przez „Jazzi Magazine” jako Płyta Roku 1997 za „niezwykłe połączenie kaszubskich melodii ludowych z wielką kulturą jazzową Leszka Kułakowskiego”[2]
- 1999 – „KATHARSIS” na trio jazzowe i kwartet smyczkowy (oryginalny, nowatorski język, jazzowy puls łączą się z fascynacjami romantyzmem i progresywnymi środkami wyrazowymi rodem z muzyki współczesnej). Płyta nominowana przez krytyków jazzowych do płyty roku, zdobyła II miejsce czytelników „Jazz Forum” w kategorii „Płyta roku” (Leszek Kułakowski III miejsce w kat. „Kompozytor”)[2]
- 2000 – „EUROFONIA” na glos solowy (Olga Szwajger), kwintet jazzowy (m.in. Leszek Żądło) i orkiestrę symfoniczną (kompilacja muzyki współczesnej, polskiego stylizowanego folkloru i jazzu – motto kompozytora „Do Europy tak, ale z polską kulturą”, w ankiecie czytelników Jazz Top 2000 miesięcznika Jazz Forum „Eurofonia” została wybrana „Albumem Roku”)[2].
- 2001 „BALTIC WIND” na kwintet jazzowy z udziałem: Eddie Henderson – flugelhorn, trąbka oraz Ed Schuller – kontrabas.
- 2002 „KOMEDA IN THE CHAMBER MOOD”, nagrana m.in. z Tomaszem Szukalskim – sax, Olem Walickim – kontrabas i Kazimierzem Jonkiszem – perkusja.
- 2005 „SLAP & CARESS” na kwartet jazzowy z udziałem wibrafonu.
- 2010 „CODE NUMBERS” na trio jazzowe
- 2011 „CANTABILE IN G-MINOR” na kwartet jazzowy, feat. Eddie Henderson-tr.
- 2012 „PIANO CONCERTO. SKETCHES FOR JAZZ TRIO & SYMPHONY ORCHESTRA” – DUX
- 2014 Leszek Kułakowski Ensemble Looking Ahead For-Tune 0043-031[4]
- 2017 Love Songs Soliton 21262722[5]